# 전희경
전희경(全希卿, 1975년 10월 9일 ~ )은 대한민국 정치인이다. 제20대 국회의원을 지냈다.

## 경력
- 2025년 2월~: 충남연구원장
- 2025년 1월~2025년 2월: 국민의힘 조직강화특별위원
- 2024년 9월~2025년 2월: 제22대 전반기 국회공직자윤리위원회 위원
- 2024년 6월~2025년 2월: 국민의힘 경기도당 조직총괄본부 국민통합위원장
- 2024년 6월~2025년 2월: 국민의힘 경기도당 수석부위원장
- 2024년 5월~2025년 2월: 국민의힘 경기도당 의정부시 갑 당원협의회 위원장
- 2024년 3월~2024년 4월: 제22대 총선 국민의힘 경기도당 선거대책위원회 선대부위원장
- 2024년 3월~2024년 4월: 국민의힘 4·10 총선 중앙선거대책위원회 경기-서울 리노베이션 특별위원회 위원
- 2024년 3월 ~ 2024년 4월: 제22대국회의원선거 의정부시갑 후보자
- 2024년 2월 ~ 2024년 3월 : 제22대국회의원선거 의정부시갑 (예비)후보자
- 2022년 9월 ~ 2023년 11월: 대통령비서실 정무수석실 정무1비서관
- 2021년 5월 ~ 2022년 4월: 국민의힘 원내대표 비서실장
- 이승만 건국대통령 기념사업회 자문위원
- 2021년 12월 ~ 2022년 1월: 국민의힘 살리는 선거대책위원회 직능총괄본부 NGO지원본부 본부장
- 2021년 11월 ~ 2022년 3월: 국민의힘 서울특별시당 서초구 갑 당원협의회 위원장
- 2020년 9월 ~ 2021년 9월: 국민의힘 인천광역시당 동구·미추홀구 갑 당원협의회 위원장
- 2020년 5월 ~ 2020년 9월: 미래통합당 인천광역시당 동구·미추홀구 갑 당원협의회 위원장
- 2020년 2월 ~ 2020년 5월: 미래통합당 대변인
- 2019년 11월 ~ 2020년 2월: 4·15총선 자유한국당 총선기획단 위원
- 2019년 6월 ~ 2019년 9월: 자유한국당 2020 경제대전환 위원회 활기찬 시장경제 분과위원
- 2019년 5월 : 여의도연구원 차세대브랜드위원회 고문
- 2019년 3월 ~ 2019년 5월: 자유한국당 文정권 경제실정백서특별위원회 위원
- 2019년 3월 ~ 2020년 2월: 자유한국당 좌파독재저지특별위원회 위원
- 2019년 3월 ~ 2020년 2월: 자유한국당 대변인
- 2018년 12월 ~ 2020년 5월: 제20대 국회 공공부문 채용비리 의혹과 관련된 국정조사특별위원회 위원
- 2018년 12월 ~ 2020년 5월: 제20대 국회 후반기 운영위원회 위원
- 2018년 5월 ~ 2018년 6월: 자유한국당 6·13 지방선거 중앙선거대책위원회 대변인
- 2018년 3월 ~ 2018년 5월: 자유한국당 좌파정권 방송장악 피해자지원 특별위원회 위원
- 2018년 2월 ~ 2018년 5월: 자유한국당 지방선거총괄기획단 지방선거기획본부 전략소위 위원
- 2017년 12월 ~ 2018년 2월: 자유한국당 지방선거기획위원회 위원
- 2017년 7월 ~ 2018년 6월: 자유한국당 대변인
- 2016년 8월: 새누리당 원내부대표
- 2018년 7월 ~ 2020년 5월: 제20대 국회 후반기 여성가족위원회 위원
- 2018년 7월 ~ 2020년 5월: 제20대 국회 후반기 교육위원회 위원
- 2016년 6월 ~ 2018년 5월: 제20대 국회 전반기 윤리특별위원회 위원
- 2016년 6월 ~ 2018년 5월: 제20대 국회 전반기 교육문화체육관광위원회 위원
- 2016년 5월 ~ 2020년 5월: 제20대 국회의원(비례대표, 새누리당→자유한국당→미래통합당, 초선)

## 역대 선거 결과
|  | 33.50% |

|  | 42.17% |

|  | 43.44% |

## 같이 보기
- 대한민국 제20대 국회의원 선거 새누리당 후보 목록#비례대표